# Оллерсдорф-им-Бургенланд
Оллерсдорф (нем. Ollersdorf im Burgenland) — ярмарочная община (нем. Marktgemeinde) в Австрии, в федеральной земле Бургенланд. 
Входит в состав округа Гюссинг.  Площадь общины составляет 8,86 км², население — 921 человек (1 января 2021), плотность населения — 106 чел./км². Идентификационный код  —  1 04 12.

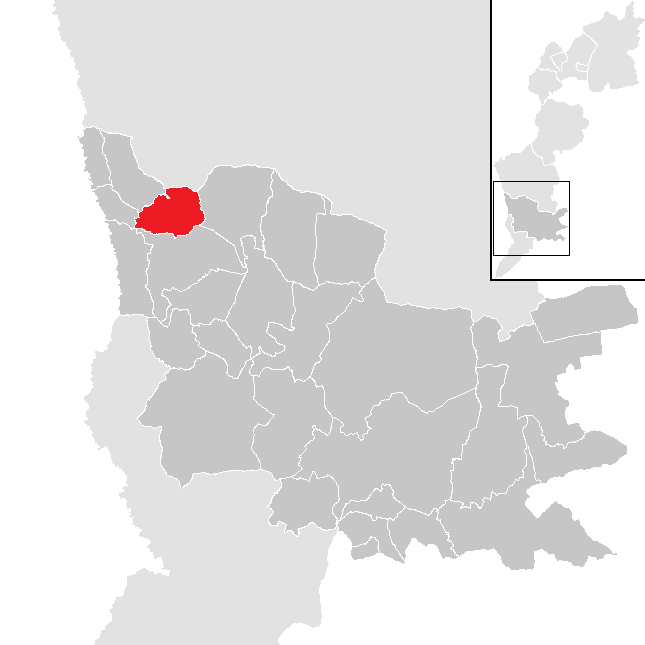
Община Оллерсдорф-им-Бургенланд

## Население
| Год  | Численность |
| ---- | ----------- |
| 1869 | 772         |
| 1889 | 858         |
| 1890 | 938         |
| 1900 | 986         |
| 1910 | 968         |
| 1923 | 934         |
| 1934 | 939         |
| 1939 | 924         |
| 1951 | 939         |
| 1961 | 915         |
| 1971 | 1006        |
| 1981 | 1015        |
| 1991 | 957         |
| 2001 | 983         |
| 2011 | 971         |
| 2021 | 921         |

## Политическая ситуация

### Выборы 2007
Бургомистр общины — Оскар Фенкц (АНП) по результатам выборов 2007 года.
Совет представителей общины (нем. Gemeinderat) состоит из 19 мест.
Распределение мест:
- АНП занимает 12 мест.
- СДПА занимает 7 мест.

### Выборы 2012
Бургомистр общины — Бернд Штробль (АНП) по результатам выборов 2012 года.
Совет представителей общины (нем. Gemeinderat) состоит из 19 мест.
Распределение мест:
- АНП занимает 11 мест.
- СДПА занимает 8 мест.

## Внешние ссылки
- Официальная страница Архивная копия от 6 февраля 2016 на Wayback Machine  (нем.)
- Энергидорф Оллерсдорф Архивная копия от 16 мая 2021 на Wayback Machine  (нем.)